# Marco Müller (Koch)
Marco Müller (* 9. April 1970 in Potsdam) ist ein deutscher Koch. Er ist Executive Küchenchef im Restaurant Rutz, dem ersten und einzigen Berliner Restaurant mit drei Michelinsternen.

## Werdegang
Nach der Ausbildung von 1986 bis 1988 in Potsdam kochte Müller die meiste Zeit in Berlin; so ging er 1990 zum Schlosshotel Gerhus in Berlin-Grunewald und 1991 zum Restaurant Kempinskigrill im Kempinski Hotel Bristol Berlin. Im Jahre 1993 wechselte er Zum Hugenotten im Hotel InterContinental und 1994 zum Grand Slam bei Johannes King in Berlin-Grunewald. 1996 wurde er Souschef im Alten Zollhaus in Berlin, 1997 Souschef im Imperial im Schlosshotel Bühlerhöhe.
1999 wurde er Küchenchef im Harlekin in Berlin im Grand Hotel Esplanade, 2003 im Windspiel im Hotel Schloss Hubertushöhe in Storkow.
Seit 2004 ist er Küchenchef im Restaurant Rutz in Berlin an der Chausseestraße. Das Restaurant wurde 2007 mit einem Michelinstern, 2016 mit dem zweiten und 2020 mit drei Michelinsternen ausgezeichnet. Im Februar 2020 wurde neben Marco Müller Dennis Quetsch Küchenchef. Müller wurde Executive Chef und leitet seit Herbst 2020 auch das Wirtshaus Rutz Zollhaus.
Im Jahre 2011 übernahm er die Sendung Einfach kochen beim Sender Radio Eins des RBB.  Seit Ende 2024 ist Müller Juror bei der ZDF-Sendung Die Küchenschlacht.

## Auszeichnungen
- 2000: Aufsteiger des Jahres, Der Feinschmecker
- 2007: Ein Stern im Guide Michelin 2008 für das Rutz
- 2010: 17 Punkte im Gault-Millau
- 2011: Berliner Meisterkoch
- 2014: Koch des Monats „Der Feinschmecker“ April
- 2016: Zwei Sterne im Guide Michelin 2017 für das Rutz
- 2016: 18 Punkte im Gault-Millau 2017
- 2018: Koch des Jahres, Rolling Pin Award[10]
- 2018: Beste Innovation, "Unsere Lieblinge" der Frankfurter Allgemeinen Sonntagszeitung[11]
- 2020: Dritter Stern im Guide Michelin für das Restaurant Rutz
- 2021: Weltrang No. 72; vergeben von Best Chef Award[12]
- 2022: Vier rote Hauben im Gault-Millau[13]
- 2022: Weltrang der Köche No. 71[14]
- 2023: 5 Hauben im Gault-Millau[15]
- 2024: Bestes Deutsches Restaurant in der Gesamtwertung[16]
- 2024: Top 100 Restaurants Weltweit[17]